# Mittlerer Tüpfelfarn
Der Mittlere Tüpfelfarn (Polypodium interjectum), auch Gesägter Tüpfelfarn genannt, ist eine Pflanzenart aus der Gattung Tüpfelfarne (Polypodium) innerhalb der Familie der Tüpfelfarngewächse (Polypodiaceae).

## Beschreibung

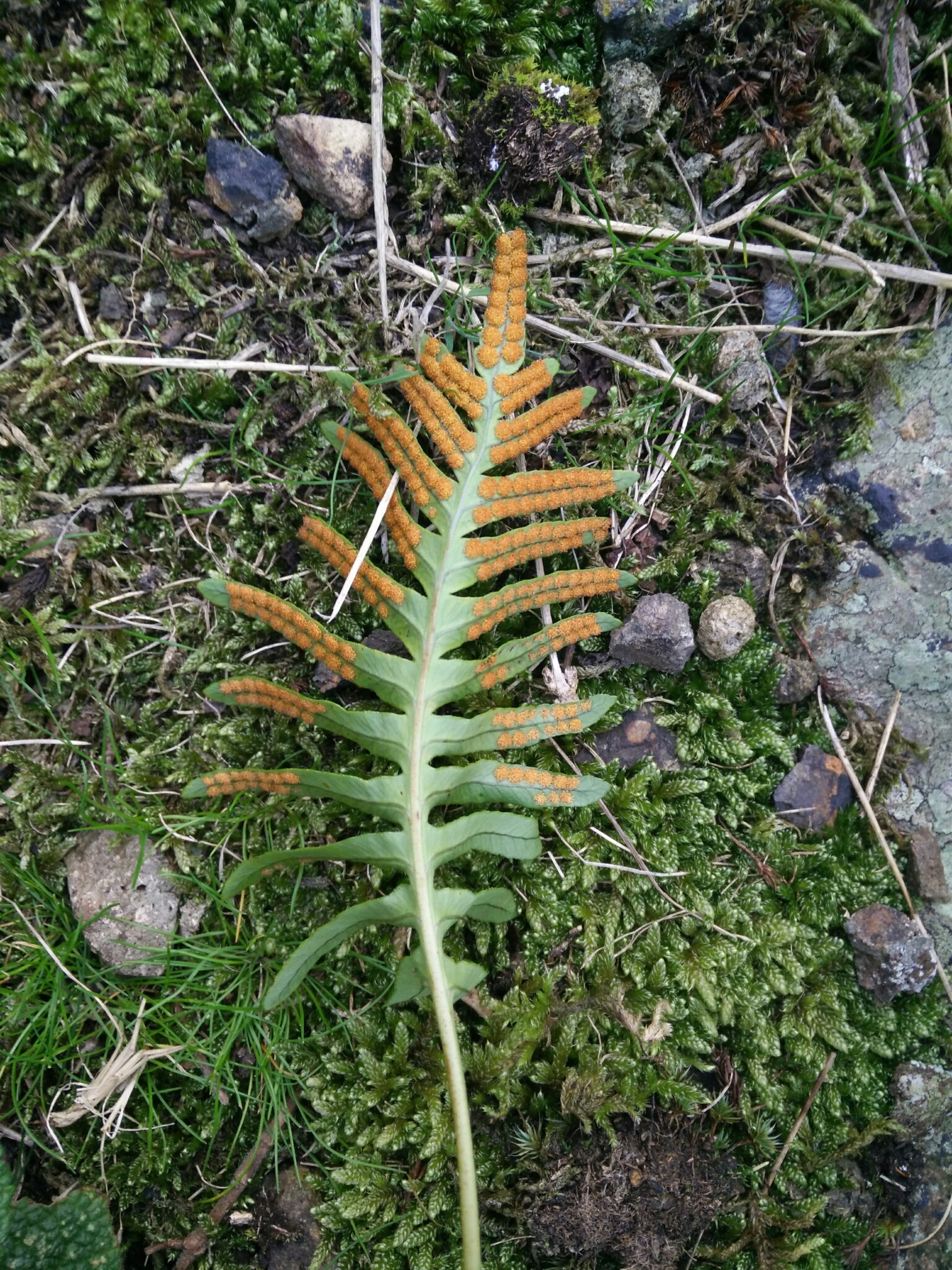
Blattwedelunterseite

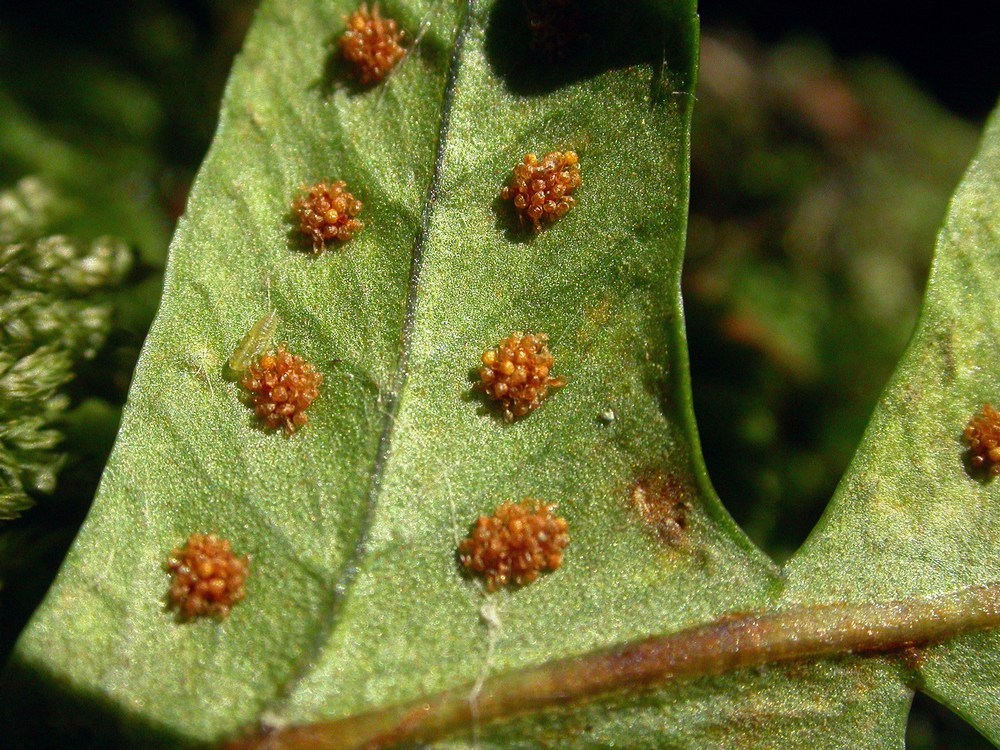
Ausschnitt einer Blattunterseite mit Sori

Der Mittlere Tüpfelfarn wächst als ausdauernde krautige Pflanze und erreicht Wuchshöhen von 20 bis 40 Zentimetern. Auf dem Rhizom sitzen 4 bis 6 Millimeter lange, sehr breite, oval-lanzettliche und lang zugespitzte Spreuschuppen. Neue Blätter entwickeln sich im Spätsommer und im Herbst. Die Blattspreite ist eiförmig bis eiförmig-lanzettlich, 20 bis 70 Zentimeter lang und am Grund gestutzt. Die Blattabschnitte sind spitz, oft scharf gesägt. Die Bucht zwischen den Blattabschnitten hat meistens keine Knorpelverbindung mit der Mittelrippe. Die Seitennerven der untersten Fiederlappen sind meistens drei- bis viermal gegabelt. Die Sori sind oval oder elliptisch. Die Sporangien besitzen sechs bis zwölf (4 bis 20) dickwandige Anuluszellen und zwei bis vier unverdickte Basalzellen.
Die Sporen reifen zwischen August und Dezember.

### Chromosomensatz
Polypodium interjectum ist hexaploid, sie ist allopolyploid aus dem tetraploiden Polypodium vulgare und dem diploiden Polypodium cambricum entstanden. Die Chromosomenzahl beträgt 2n = 222.

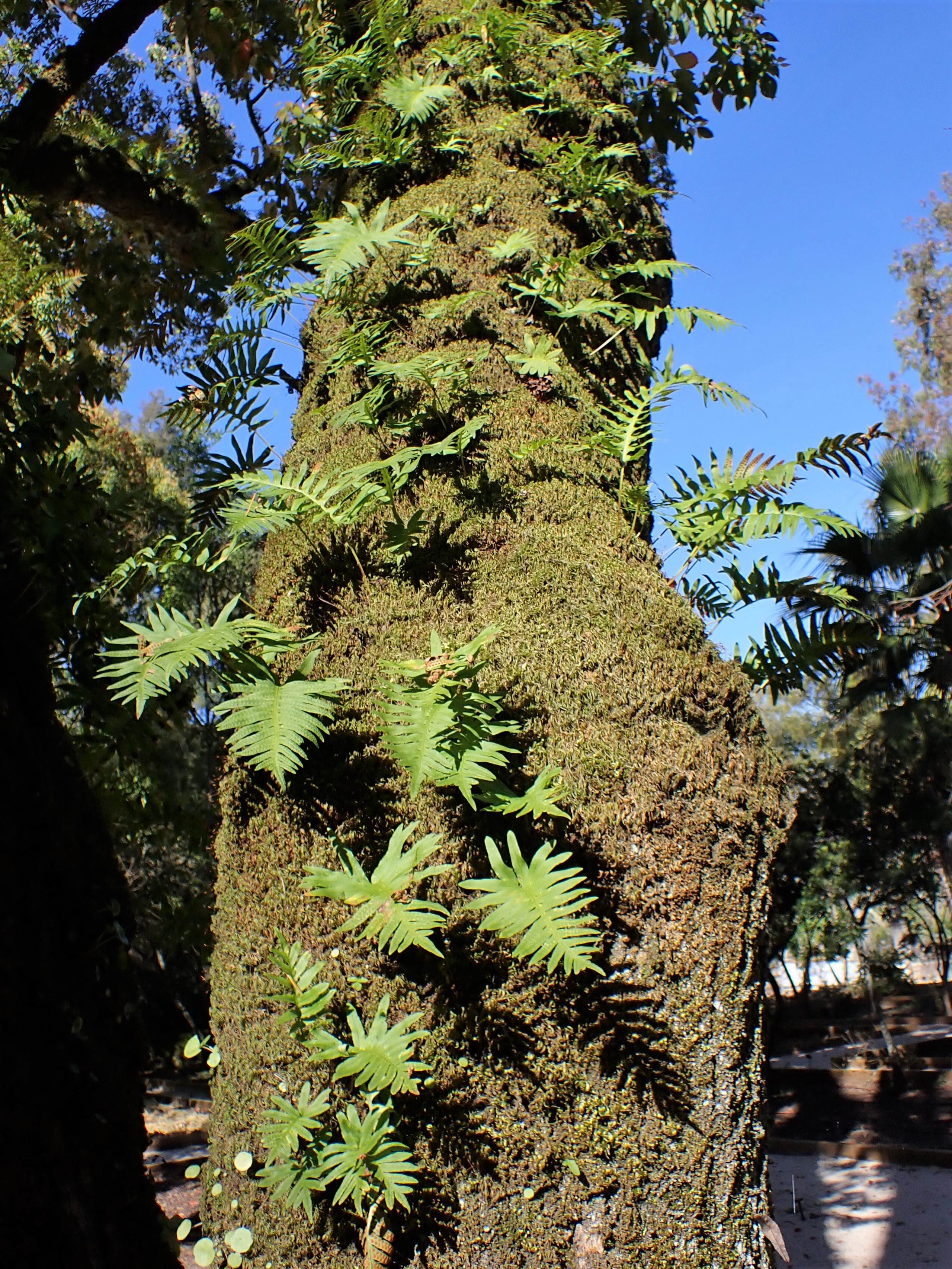
Habitus als Epiphyt

## Vorkommen
Es gibt Fundortangaben für Madeira, Portugal, Spanien, die Balearen, Frankreich, Korsika, Sardinien, Sizilien, Italien, die Schweiz, Österreich, Deutschland, Belgien, Luxemburg, die Niederlande, das Vereinigte Königreich, Irland, Dänemark, Norwegen, Schweden, Ungarn, Tschechien, die Slowakei, Slowenien, Rumänien, die Ukraine, die Krim und das zentraleuropäische Russland, Anatolien und im Iran. Der Mittlere Tüpfelfarn kommt in ganz Mitteleuropa vor, ist dort aber eher selten.
Der Mittlere Tüpfelfarn wächst auf schattigen Felsen, oft auf Schiefer oder Urgestein und meist nicht auf Kalkstein.
Die ökologischen Zeigerwerte nach Landolt et al. 2010 sind in der Schweiz: Feuchtezahl F = 2+ (frisch), Lichtzahl L = 3 (halbschattig), Reaktionszahl R = 3 (schwach sauer bis neutral), Temperaturzahl T = 4+ (warm-kollin), Nährstoffzahl N = 2 (nährstoffarm), Kontinentalitätszahl K = 2 (subozeanisch).

## Taxonomie
Die Erstbeschreibung von Polypodium interjectum erfolgte 1961 durch Mary Grant Shivas in Journal of the Linnean Society, Botany, Bandme 58, Seite 29. Das Artepitheton interjectum bedeutet „dazwischen stehend“. Synonyme für Polypodium interjectum Shivas sind: Polypodium vulgare subsp. prionodes (Asch.) Rothm., Polypodium vulgare var. prionodes Asch.